# نانانتوم (ماساچوست)
نانانتوم (به انگلیسی: Nonantum) یک روستا در ایالات متحده آمریکا است که در ماساچوست واقع شده‌است.